# Klaus Conrad (Unternehmer)

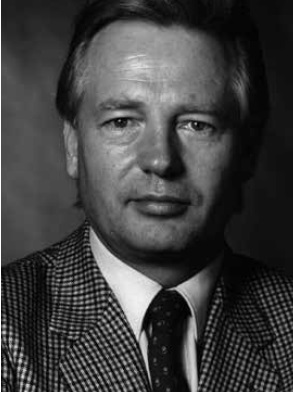
Klaus Conrad

Klaus Conrad (* 27. Februar 1936 in Berlin) ist deutscher Unternehmer aus Hirschau. 

## Leben
Klaus Conrad wurde 1973 mit 37 Jahren Gesellschafter im Unternehmen seines Vaters Werner Conrad, der WERCO, heute Conrad Electronic SE. Er baute den Versandhandel aus, und in Süddeutschland wurden im Laufe der Jahre 18 weitere „Technische Kaufhäuser“ errichtet.
1995 wurde unter Conrads Führung in Wernberg-Köblitz ein Logistikzentrum gebaut.
Im Jahre 1996 erhielt Klaus Conrad den bayerischen Verdienstorden aus den Händen des damaligen Ministerpräsidenten Edmund Stoiber.
Im Jahr 1997 übergab Klaus Conrad die Führung des Unternehmens an seinen Sohn Werner Conrad.

## Engagement außerhalb Conrad Electronic
Klaus Conrad sanierte 1992 die Burg Wernberg in der Oberpfalz. Im Jahr 2000 gründete das Ehepaar Conrad die Klaus und Gertrud Conrad-Stiftung. Mit zunächst rund einer Million Euro werden regionale Hilfsprojekte und soziale Einrichtungen im Ausland unterstützt. 2004 erhielt das Projekt „Kuno“ (Kinder-Uni-Klinik Ostbayern) eine Spende von einer Million Euro.

## Ehrungen und Auszeichnungen
Conrad ist Träger des Bayerischen Verdienstordens sowie des Bundesverdienstkreuzes.